# コルネイヤ＝ド＝コンフラン
コルネイヤ＝ド＝コンフラン（Corneilla-de-Conflent、カタルーニャ語:Cornellà de Conflent）は、フランス、オクシタニー地域圏ピレネー＝オリアンタル県のコミューン。

## 地理
コルネイヤ＝ド＝コンフランは、カニグー山が見下ろす丘を背景にしている。

## 歴史

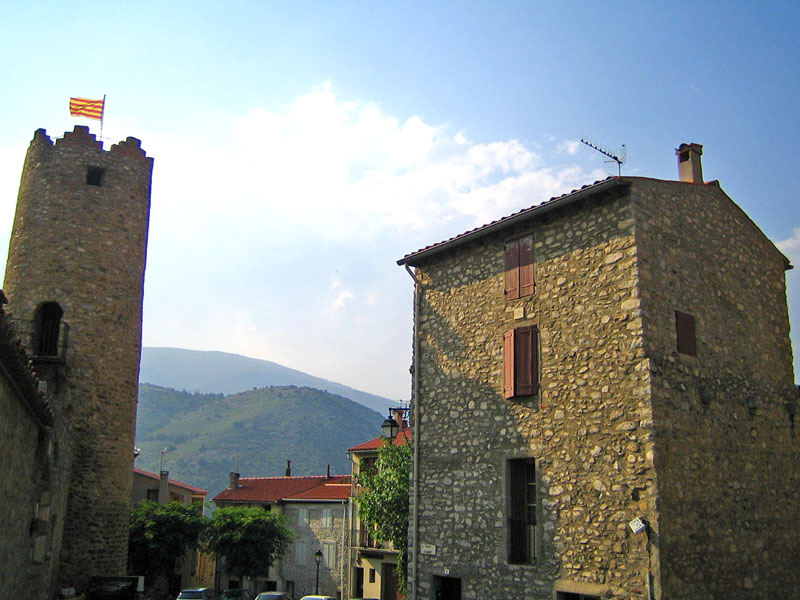
教会前の広場。左側の塔がセルダーニュ伯城

コルネイヤにはかつてセルダーニュ伯の居城があり、伯は聖アウグスチノ修道会の驚くべき建築物である小修道院を建てていた。

## 史跡
- サント・マリー教会 - 11世紀から12世紀。ロマネスク様式

## ゆかりの人物
- ジョルジュ＝ダニエル・ド・モンフレイ（1929年、コルネイヤにて没） - 画家。アンリ・ド・モンフレイの父
- ヴィクトール・ダルビーズ（1876年 -1954年） - 政治家。コルネイヤ生まれ

## 人口統計
| 1962年 | 1968年 | 1975年 | 1982年 | 1990年 | 1999年 | 2007年 |
| ------ | ------ | ------ | ------ | ------ | ------ | ------ |
| 401    | 398    | 365    | 397    | 417    | 426    | 466    |

参照元:INSEE · 